# 헤잉기들산

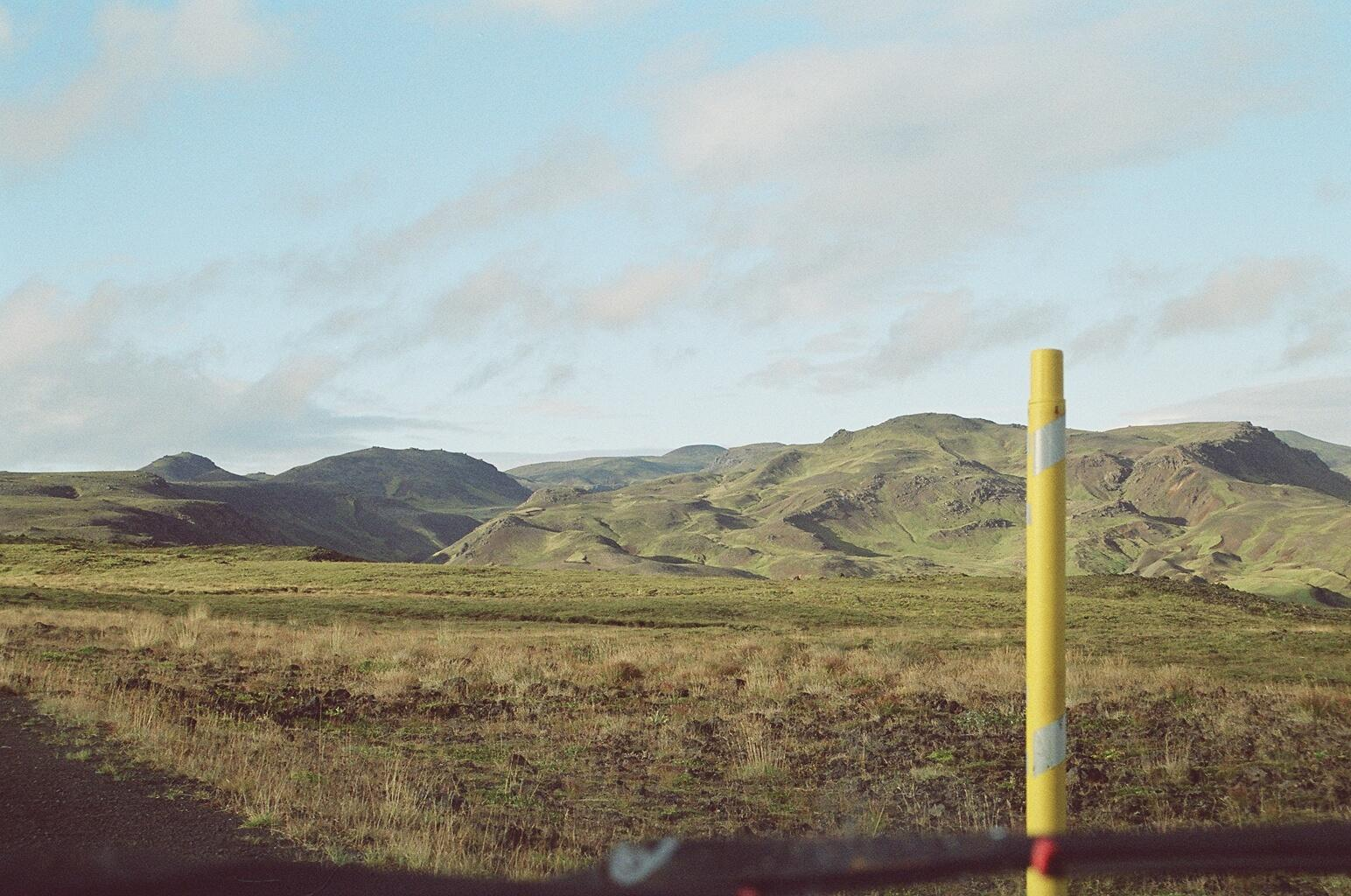
헤잉기들 산

헤잉기들산(Hengill)은 아이슬란드의 수도 레이캬비크 근처에 위치한 활화산이다. 이 화산은 현재까지도 지열활동이 매우 활발하게 일어나고 있다. 크리수빅 화산과 함께 수도 레이캬비크 근처에 있는 활화산 중 하나이다. 마지막 폭발은 150년에 있었다. 총 100km2의 면적을 차지하고 있으며, 가장 큰 분화의 지수는 2였다.

## 같이 보기
- 아이슬란드의 지리